# カンダハール国際空港
カンダハール国際空港（カンダハールこくさいくうこう、パシュトー語: د کندهار نړيوال هوايي ډګر、英: Kandahar International Airport）は、アフガニスタン南西部、カンダハール州カンダハール市内に位置する国際空港。

## 概要
20世紀末のアフガニスタン内戦では、1994年8月にカンダハールはターリバーン最初期に占領された都市となったことから、事実上、タリバーン側の国際空港となった。その後、2001年12月にはアメリカ合衆国によるアフガニスタン侵攻の激戦地となり、同年12月14日にアメリカ海兵隊が空港を制圧。以後、アメリカ軍とカナダ軍が駐留する、テロ対策のためのカンダハール空軍基地 (Kandahar Airfield) となった。2021年にはアメリカ軍の撤退が行われた。
2021年ターリバーン攻勢により、同年8月13日までにターリバーンが空港を含めたカンダハール市内を制圧。8月15日に政権が崩壊すると、8月17日にはターリバーンの創設者で副指導者であるアブドゥル・ガニ・バラダルがカンダハール国際空港を使用して帰国した。

## 就航航空会社と就航都市

### 2021年の政権崩壊以前

#### 旅客便
| 航空会社               | 就航地                                             |
| ---------------------- | -------------------------------------------------- |
| アリアナ・アフガン航空 | 南アジア:デリー 中東:カーブル、ジッダ、ドバイ/国際 |
| カーム航空             | カブール、ジッダ、ドバイ/国際、マシュハド          |

#### 貨物便
| 航空会社             | 就航地                                              |
| -------------------- | --------------------------------------------------- |
| シルクウェイ航空     | バクー                                              |
| フィッツ・エア       | ドバイ/国際                                         |
| コイン・エアウェイズ | ドバイ/国際                                         |
| カリッタエア         | 東アジア:香港 中東:バーレーン 北米:ニューヨーク/JFK |